# Velocity
Velocity to projekt typu open source rozwijany pod patronatem Apache Software Foundation.
Projekt ten rozwija procesor szablonów stron WWW pisany w Javie. 
Ma być w zamyśle łatwy w użyciu i przeznaczony przede wszystkim do tworzenia dynamicznych stron WWW.
Velocity wykorzystuje MVC (Model-View-Controller), a więc uwalnia programistów i osoby tworzące dokumenty HTML od uciążliwej edycji wspólnych plików. Odróżnia to Velocity od JSP i PHP, w przypadku których zarówno kod, jak i szablon, mogą znajdować się w tym samym pliku.
Velocity pozwala projektantom stron WWW na dołączanie do kodu specyficznych znaczników zwanych referencjami, dzięki którym można pobierać lub ustawiać wartość atrybutów obiektów bezpośrednio z poziomu strony.